# Carles Casajuana
Carles María Casajuana Palet (San Cugat del Vallés, Barcelona, 1954) es un diplomático español. Embajador de España en Grecia (desde 2021).

## Carrera diplomática
Casajuana nació en la localidad barcelonesa de San Cugat del Vallés. Tras licenciarse en Derecho y en Ciencias Económicas ingresó en la carrera diplomática (1980). Ha estado destinado en las representaciones diplomáticas españolas en Bolivia, Filipinas y ante las Naciones Unidas en Nueva York. 
Ha sido embajador de España en Malasia (1996-2001); embajador en Vietnam (1997); director del Departamento de Política Internacional y de Seguridad del Gabinete de la Presidencia del Gobierno (2004); embajador representante de España en el Comité de Política y de Seguridad de la Unión Europea (hasta 2008),  embajador ante el Reino Unido (2008-2012); y embajador en Grecia (desde 2021 hasta su jubilación el 16 de octubre de 2024).

## Obra literaria
Casajuana ha desarrollado una importante actividad literaria, publicando dos ensayos (Las leyes del castillo, Premio Godó de Reporterismo y Ensayo Periodístico 2014 y Pla y Nietzsche: afinidades y coincidencias, 1996) y ocho novelas, la última de las cuales, El último hombre que hablaba catalán (L'últim home que parlava català, 2009) recibió el Premio Ramon Llull de novela en 2009.

### Novela
- Tap d'escopeta (Quaderns Crema, 1987) [Bala de corcho (1989), trad. Joaquín Jordá]
- Bondage (Quaderns Crema, 1989)
- La puresa del porc (Quaderns Crema, 1990)
- Punt de fuga (Quaderns Crema, 1992)
- Esperit d'evasió (Quaderns Crema, 1998)
- Diumenge de Temptació (Quaderns Crema, 2001) [Domingo de Tentación (2004)]
- Kuala Lumpur (Quaderns Crema, 2005) [Kuala Lumpur (2005)]
- L'últim home que parlava català (2009)
- Un escàndol sense importància (2011) [Un escándalo sin importancia (2012)]
- El melic del món (2013)
- Retorn (2017)

### Ensayos
- Les lleis del castell (2014) [Las leyes del castillo (2014)], Premio Godó de Reporterismo y Ensayo Periodístico (2014)
- Pla i Nietzsche: afinitats i coincidències (1996)

## Premios
- 2009 Premio Ramon Llull de novela por L'últim home que parlava català